# Santa Maria d'Hortoneda
Santa Maria d'Hortoneda és l'església romànica del poble d'Hortoneda, pertanyent al municipi de Conca de Dalt, al Pallars Jussà. Fins al 1969 formava part del terme municipal d'Hortoneda de la Conca. És una obra protegida com a Bé Cultural d'Interès Local.

## Descripció
L'església de Santa Maria d'Hortoneda és un edifici profundament transformat. Consta d'una sola nau, tot i que resten vestigis de les naus laterals amb finestra de doble esqueixada i aparell de carreu irregular, coberta amb volta apuntada amb llunetes i reforçada per tres arcs torals amb el presbiteri a ponent i l'accés a llevant a través d'un mur corbat que formava part de l'absis. A la nau s'hi han afegit capelles.
Originàriament l'església tenia tres naus, segurament era més allargada i la planta era de tipus basilical amb transsepte, situat al centre de les naus, sense sobresortir respecte de les naus.
L'aparell de les parts originals és de carreu irregular, ben tallat i disposat molt ordenament. Les característiques constructives i tipològiques, com també els vestigis d'ornamentació conservats demostren clarament que l'església d'Hortoneda és un edificii concebut amb plena aplicació de les formes llombardes de l'arquitectura del segle xi. La tipologia que segueix s'inscriu dins de l'estil llombard (dins de la línia de Sant Pere de Ponts i Sant Pere de Galligants, etc).

## Història
El lloc d'Hortoneda és documentat des del 958, i la parròquia de Santa Maria des del 1071. Aquesta parròquia, àmpliament documentada, fou parròquia independent fins al segle xviii, quan passà a dependre de Sant Cristòfol de Claverol; tornà a ser parròquia a principis del segle xx, i actualment torna a dependre de Claverol i de Salàs de Pallars.
Al 1785, en una visita pastoral, consta que el seu interior hi havia dos altars, el principal i un de secundari, i una petita sagristia, però no tenia fonts baptismals. Cap al 1904 s'erigeix com a parròquia independent, fet que motiva la construcció de les fonts baptismals. Al campanar en forma d'espadanya figura la data, inscrita: 1946.

## Galeria d'imatges

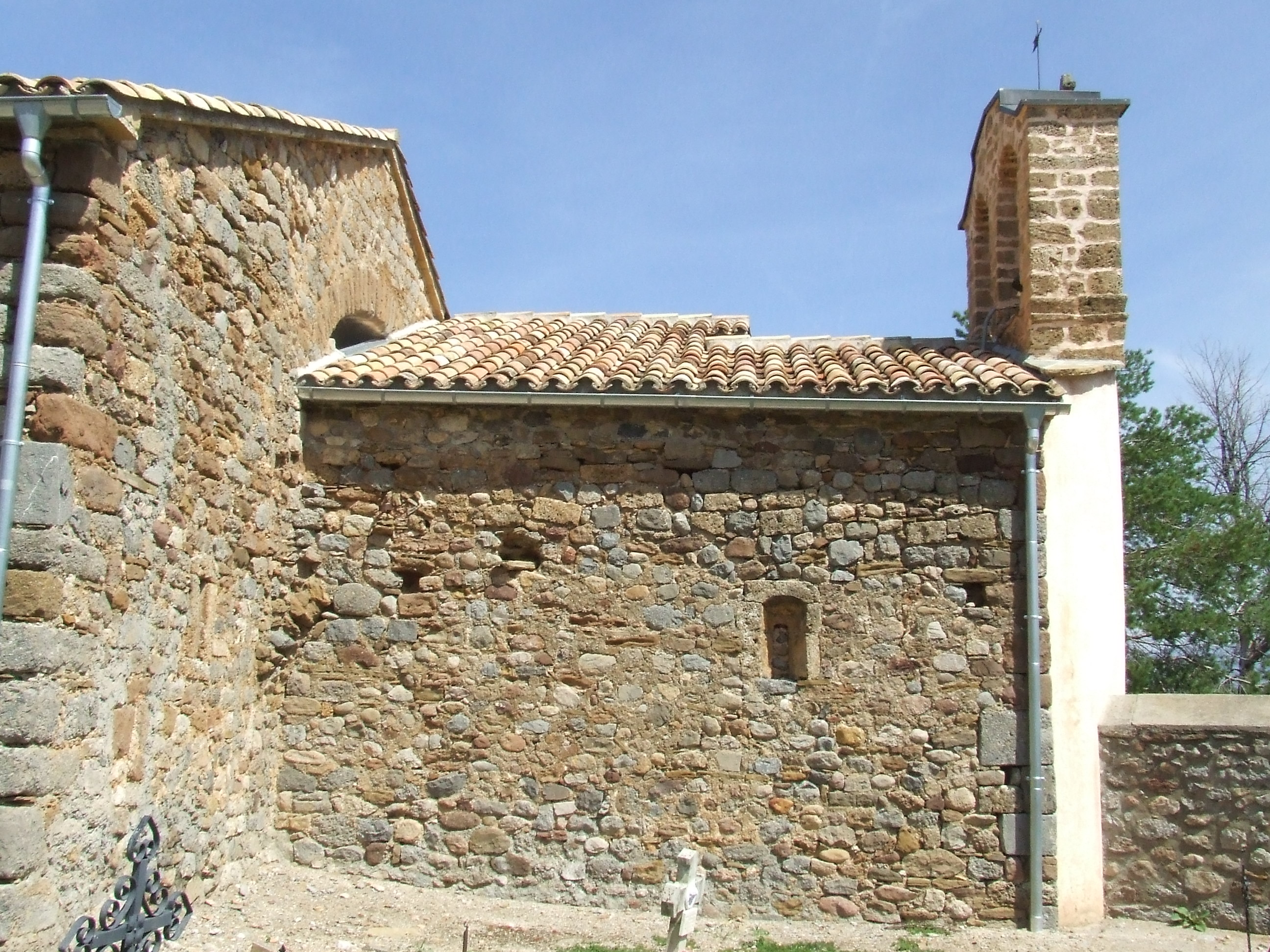
La nau romànica de l'església, façana meridional
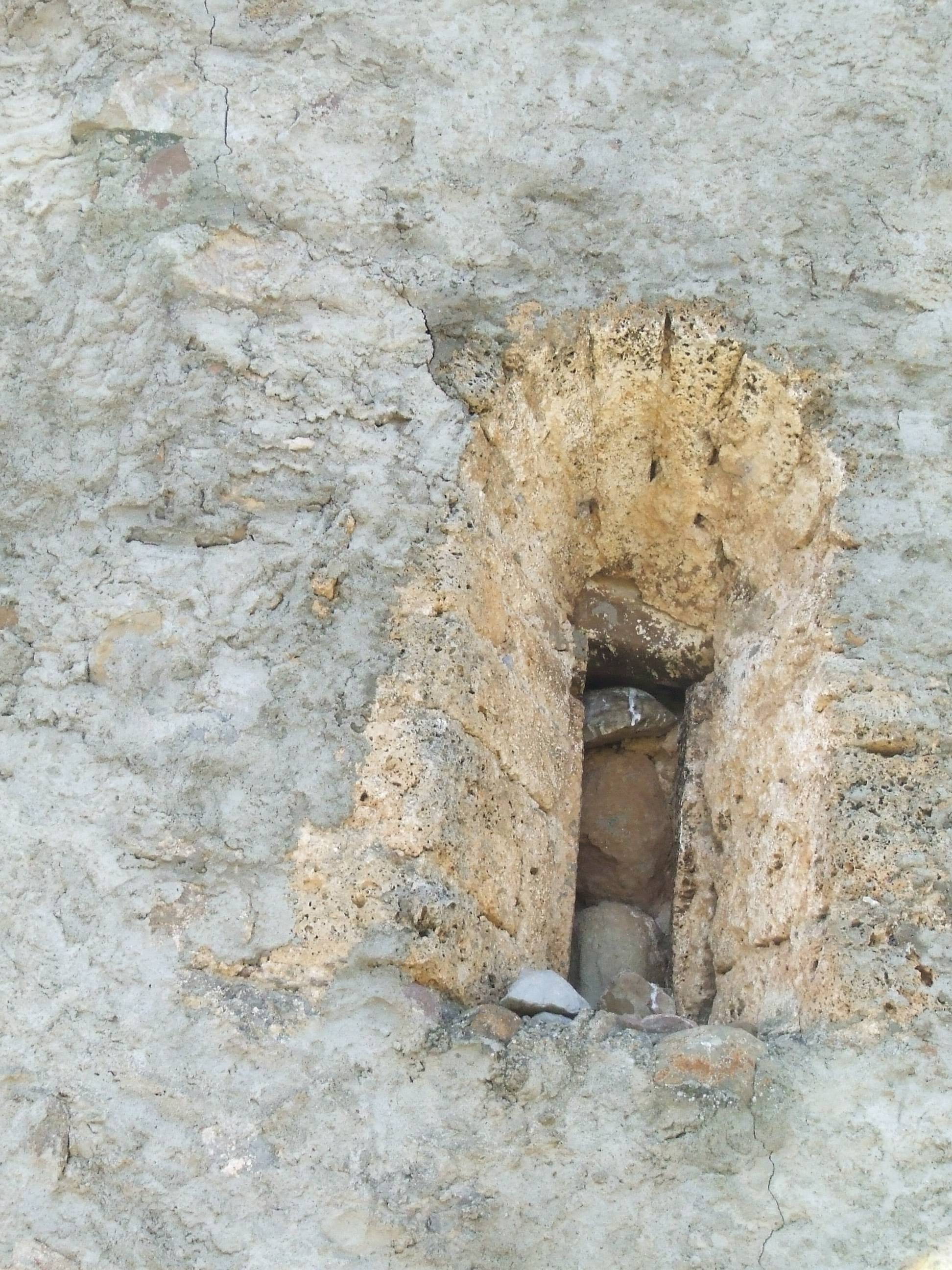
Finestra romànica a la façana sud de l'església
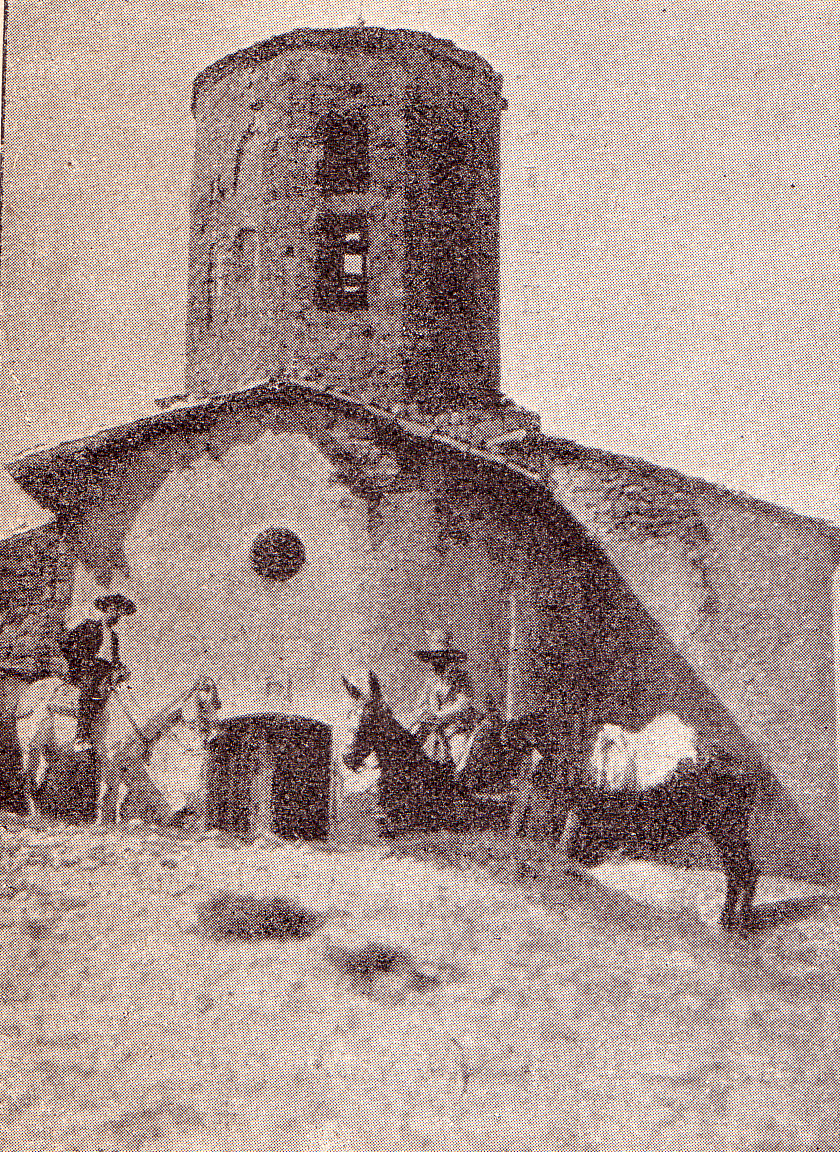
L'església vers el 1912